# Zoltan Vamoş
Zoltan Vamoş (Timișoara, 27 gennaio 1936 – Timișoara, 2001) è stato un mezzofondista e siepista rumeno.

## Palmarès
| Anno | Manifestazione  | Sede     | Evento       | Risultato | Prestazione | Note  |
| ---- | --------------- | -------- | ------------ | --------- | ----------- | ----- |
| 1960 | Giochi olimpici | Roma     | 1500 m piani | 5º        | 3'40"8      | [ 1 ] |
| 1961 | Universiadi     | Sofia    | 1500 m piani | Argento   | 3'45"85     |       |
| 1962 | Europei         | Belgrado | 3000 m siepi | Argento   | 8'37"6      |       |

## Altre competizioni internazionali
1967
- Oro ai campionati balcanici di corsa campestre